# Mound Bayou
Mound Bayou – miasto w Stanach Zjednoczonych, w stanie Missisipi, w hrabstwie Bolivar.